# Yuri Liubímov

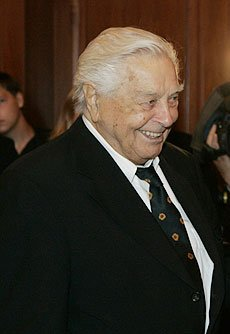

Yuri Petróvich Liubímov (Yaroslavl, 30 de septiembre de 1917 − Moscú, 5 de octubre de 2014) fue un actor y director de teatro ruso, fundador del Teatro Taganka.

## Biografía
Después de servir en el ejército soviético durante la Segunda Guerra Mundial, se unió al Teatro Vajtángov (fundado por Yevgueni Vajtángov). En 1953, recibió el Premio Estatal de la URSS. Liubímov comenzó a enseñar en 1963 y formó el Teatro Taganka al año siguiente. Bajo la dirección de Yuri Liubímov, el teatro pasó a ser el más popular en Moscú, con Vladímir Vysotski y Alla Demídova como los actores principales.
Durante mucho tiempo un clásico underground soviético, la novela de Mijaíl Bulgákov El maestro y Margarita fue llevado finalmente a la etapa de Rusia en la Taganka en 1977, en una adaptación de Liubímov.
En 2011 ganó el galardón especial del Premio Europa de Teatro.
Falleció el 5 de octubre de 2014, a los 97 años de edad, a causa de una insuficiencia cardíaca.